# نقض حقوق یهودیان در جمهوری اسلامی ایران
حقوق شمار چشم‌گیری از یهودیان توسط نظام جمهوری اسلامی ایران نقض شده‌است که برخی از آن موارد از سوی شماری از رسانه‌های خبری و سازمان‌های پشتیبان حقوق بشر گزارش شده‌است.

## پیشینهٔ نقض حقوق یهودیان
یهودیان در دوره‌های پیشین نیز از سوی حکومت‌های اسلامی و در شهرهای همچون: بخارا، اصفهان، کاشان، رشت، همدان، مشهد، شیراز... به زور، مسلمان شده یا قتل‌عام شدند و شمار چشمگیری از آن‌ها در ظاهر، مسلمان شده؛ ولی به گونهٔ پنهانی یهودی ماندند؛ در دوره محمد نیز یهودیان غزوه بنی‌قریظه، غزوه بنی‌نضیر و غزوه بنی‌قینقاع در عربستان کشته شدند؛ در حالی که در دوره پیش از حمله اعراب به ایران، هخامنشیان باعث نجات اسیران یهودی در بابل شد؛ در دوره پهلوی، برخی از ایرانیان، از جمله، عبدالحسین سرداری که یکی از دیپلمات‌های حکومت پهلوی بود، جان صدها یهودی را در دورهٔ هولوکاست نجات داد.

### آنوسی‌ها
آزار ده‌ها هزار یهودی به دست ایرانیان باعث شد که «یهودی مخفی (آنوسی)» در ایران نیز پدید بیاید.

#### افراد منسوب به آنوسی
نام‌های برخی از کسانی که به آنوسی بودن متهم شده‌اند: شهره بیات، شجاع‌الدین شفا، امیرعباس هویدا، امیر اسدالله علم، علی‌اصغر حکمت، علینقی عالیخانی، خشایار دیهیمی، محمدسعید حنایی کاشانی و همایون صنعتی‌زاده... .

### آمار
آمار یهودیان ایران — که در دوره پهلوی، ۶۵ هزار تا ۱۰۰ هزار تن بود — به دلیل افزایش آزار و تحقیر و سرکوب در دورهٔ حکومت جمهوری اسلامی به ۲۰ هزار نفر کاهش یافت.
جمعیت یهودیان ایران در دورهٔ صفویه بیش از ۸۰۰ هزار نفر بوده که با توجه به رشد جمعیت ایران می‌بایست شمار آن‌ها به چند میلیون می‌رسید؛ ولی به دلیل قتل‌عام، تغییر اجباری دین (از یهودیت به اسلام) و نیز مهاجرت (اجباری)، تعدادشان به این حد نرسیده‌است.

### مراکز یهودیان ایران
- انجمن کلیمیان تهران («حبرا»)[۳][۱۱]

## نقض حقوق یهودیان توسط جمهوری اسلامی
حقوق انسانی یهودیان، همان گونه که در دوران صفویه و قاجاریه و پهلوی نقض می‌شد، در دورهٔ جمهوری اسلامی هم نقض می‌شود. به گفته رادیو فردا در اوایل انقلاب ۱۳۵۷ برخی از مردم تحت تأثیر حرف‌های روحانیون و ائمه جمعه، یهودیان را آزار می‌دادند.
با اینکه در جریان هولوکاست شش میلیون یهودی (مانند میلیون‌ها غیر یهودی) دورهٔ جنگ جهانی دوم به دستور هیتلر قتل‌عام (سوزانده) شدند و در ده‌ها کشور جهان نیز مراسم یادبود هولوکاست برگزار می‌شود، در حکومت جمهوری اسلامی (از جمله، توسط علی خامنه‌ای و احمدی‌نژاد) هولوکاست انکار می‌شود و همایش بین‌المللی بررسی هولوکاست: چشم‌انداز جهانی بر برگزار می‌گردد.

### اعدام و ترور
1. حبیب‌الله القانیان توسط جمهوری اسلامی (و به حکم صادق خلخالی) اعدام شد[۱۸][۱۹][۲۰] و دارایی‌هایش، از جمله، ساختمان پلاسکو[۲۱] و ساختمان آلومینیوم توسط بنیاد مستضعفان انقلاب اسلامی مصادره شد.
2. فیض‌الله مخوباد در ۶ اسفند ۱۳۷۲ اعدام شد.[۲۲]
3. در سال ۱۳۷۷ و در شیراز ۱۳ یهودی ایرانی بازداشت شدند.[نیازمند منبع]

### ممنوعیت فرهنگی، سیاسی، اجتماعی و اقتصادی
1. در اوایل انقلاب آموزگاران یهودی توسط حکومت جمهوری اسلامی، اخراج یا بازنشسته شدند و نیز سمَت مدیریت مدرسه‌های یهودیان به اسلام‌گرایان داده شد.[۲۳]
2. به گفته وبسایت مجلة المجلة، حکومت جمهوری اسلامی باعث شد که یهودیان ایران، ۳۱ میلیارد و ۳۰۰ میلیون دلار دارایی شان را رها کرده و به کشورهای دیگر بروند.[۲۴][منبع بهتری نیاز است]
3. بسیاری از یهودیان پس از انقلاب ۱۳۵۷، برای دور ماندن از تبعیض، زندان یا اعدام ناچار شدند که از ایران بروند.[۲۵]
4. در اوایل انقلاب ۱۳۵۷ برخی از اسلام‌گرایان تحت تأثیر ادعاهای روحانیان و امامان جمعه، یهودیان را آزار می‌دادند.[۱۴]

### ویران شدن پرستشگاه‌ها و اشغال سفارت اسرائیل
برخی از کنیسه‌ها از جمله، در خوزستان در دوره جمهوری اسلامی ویران شدند.
همچنین جمهوری اسلامی افزون بر اشغال سفارت اسرائیل در تهران، به برخی از سفارت‌خانه‌های اسرائیل در کشورهای دیگر نیز حمله کرد.

## فعالیت‌ها و اعتراضات
- ایرانیان یهودی مقیم کانادا با برگزاری تجمع اعتراضی، از اعتراضات مردمی ایران بر ضد حکومت جمهوری اسلامی پشتیبانی کردند.[۳۱]

## سرکوبگران
- نهادهای یهودستیز:[۳]

نام‌های برخی از نهادهای یهودستیز:
1. نهادهای امنیتی-نظامی (وزارت اطلاعات و به ویژه سازمان اطلاعات سپاه[۳] و سپاه قدس[۳۲][۳۳]).
2. حوزه‌های علمیه اسلامی
3. مؤسسه آموزشی و پژوهشی امام خمینی (یکی از دانشگاه‌های طلبه‌های قم)
4. دفتر تبلیغات اسلامی حوزه علمیه قم
5. رسانه‌های وابسته به حکومت جمهوری اسلامی؛ از جمله، سازمان صدا و سیمای جمهوری اسلامی ایران
6. بنیاد تاریخ‌پژوهی و دانش‌نامه انقلاب اسلامی
7. سازمان سراج
8. سازمان هنری رسانه‌ای اوج (وابسته به سپاه)

- افراد یهودستیز:[۳]

1. سید علی خامنه‌ای[۱۶]
2. محمدتقی مصباح یزدی
3. اکبر هاشمی رفسنجانی
4. محمود احمدی‌نژاد[۱۶]
5. محمدعلی رامین
6. مسعود شجاعی طباطبایی (مدیرمسئول «کیهان کاریکاتور»)
7. سعید امامی («سعید اسلامی»؛ از آمران اصلی امنیتی تیم ترور در جریان قتل‌های زنجیره‌ای ایران)
8. عبدالله شهبازی عضو پیشین حزب توده ایران و زندانی سابق که بعدها تواب و وابسته به وزارت اطلاعات و یکی از نظریه پردازان توطئه شد.
9. محمدرضا فاکر (عضو پیشین مجلس خبرگان رهبری)
10. مهدی طائب (رئیس سازمان اطلاعات سپاه)[۳]
11. احمد جنتی[۳۴]

## روش‌های سرکوب
1. گرفتن مدرسه‌های یهودیان؛[۲۴]
2. محدودیت پذیرش شدن در دانشگاه؛[۲۴]

## فیلم‌ها و سریال‌های یهودستیزانه
نام‌های برخی از فیلم‌ها و سریال‌های یهودستیزانهٔ نمایش داده شده در حکومت جمهوری اسلامی چنین است:
1. سریال مریم مقدس
2. سریال دسیسه
3. سریال فرار بزرگ
4. فیلم شکارچی شنبه

## انکار قتل‌عام یهودیان
حکومت جمهوری اسلامی در راستای یهودستیزی، هولوکاست (قتل‌عام یهودیان توسط نازیسم) را انکار کرده و نیز (توسط سپاه پاسداران انقلاب اسلامی یا نیروهای نیابتی خارجی اش از جمله، در لبنان، سوریه، عراق و یمن) با حمله به یهودیان اسرائیلی و نیز غیر اسرائیلی (مانند انفجار مرکز همیاری یهودیان در آرژانتین و کشته شدن ۸۵ تن) به جنگ یا ترور می‌پردازد.

## تلاش برای نابودی اسرائیل
نام برخی از افراد و ارگان‌هایی که اسرائیل را به نابودی تهدید کرده‌اند:
1. سید علی خامنه‌ای در شهریور ۱۳۹۴، اسرائیل را به نابودی تهدید کرده و گفت که ۲۵ سال آینده را نخواهد دید.[۲] همچنین در تارنمای وی، عبارت «راه حل نهایی» به کار رفته که یادآور عبارتی در ادبیات سیاسی هیتلر و نازیسم آلمان دربارهٔ کشتار یهودیان است.[۵۲][۵۳] به گفته خامنه‌ای حذف اسرائیل به معنای حذف یهودیان نیست.[۵۴]
2. مجلس شورای اسلامی؛ برخی از نمایندگان مجلس با ارائه طرحی، دولت را مکلف کردند که با راهکارهایی، زمینه نابودی اسرائیل تا سال ۱۴۲۰ میلادی را فراهم کند.[۵۵]
3. سپاه پاسداران انقلاب اسلامی.[۵۶][۵۷][۵۸]
4. سپاه قدس؛ حکومت جمهوری اسلامی، یکی از هدف‌های نهایی‌اش حذف اسرائیل است؛ به همین دلیل، سپاه ویژه‌ای با نام نیروی قدس تشکیل داد.[۵۹]